# 玛丽·琼斯
玛丽·琼斯（Mary Cover Jones，1896年9月1日—1987年7月22日），美国心理学家，也是20世纪少有的女性心理学家，以行为疗法的先驱者著称。
1896年9月1日，玛丽·琼斯出生在美国宾夕法尼亚州约翰斯敦。1915年，玛丽·琼斯进入瓦萨学院学习心理学，1919年毕业，1920年获得哥伦比亚大学心理学硕士学位。1923年，玛丽·琼斯开始担任哥伦比亚大学师范学院教育研究所的助理研究员。在这期间，玛丽·琼斯开始了她最为著名的工作——儿童恐惧症消除的研究。由于她是著名行为主义心理学家约翰·华生第二任妻子罗莎莉的朋友，她得到了华生的指教（当时华生已经被约翰·霍普金斯大学开除，在纽约从事广告工作），着手研究一位名叫彼得的3岁男孩对兔子的恐惧症。
1927年，玛丽·琼斯与丈夫在伯克莱加州大学儿童福利研究院获得职位。1952年，玛丽·琼斯被任命为伯克莱教育学助理教授，1959年成为正教授，次年退休。1968年，玛丽·琼斯获得美国心理学会颁发的斯坦利·霍尔奖。 
1987年7月22日，玛丽·琼斯在加州圣巴巴拉逝世。